# Saint-Rhémy-en-Bosses
Saint-Rhémy-en-Bosses est une commune alpine de la Vallée d'Aoste, en Italie du Nord, située dans la haute vallée du Grand-Saint-Bernard. Elle fait partie de la communauté de montagne Grand-Combin.

## Géographie
La commune de Saint-Rhémy-en-Bosses se trouve dans la haute vallée du Grand-Saint-Bernard, dans une cuvette appelée localement Bosses, près du col du même nom qui marque la frontière entre l'Italie et la Suisse (Val d'Entremont).
Les hameaux principaux sont Saint-Rhémy, Saint-Léonard (siège de la maison communale), Ronc et Prédumaz-Falcoz, éparpillés sur le territoire bossolein.
La commune est traversée par le torrent Artanavaz, tributaire du Buthier.

## Histoire
Le toponyme latin est Endracinum.

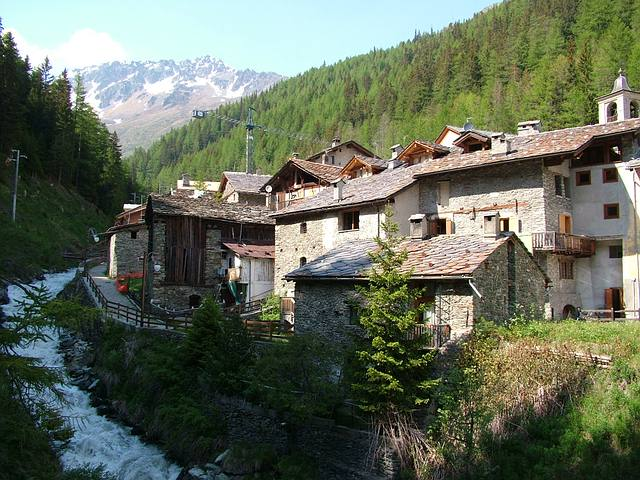
Vue du hameau Saint-Rhémy.

À l'époque romaine à Saint-Rhémy se situait une mansio pour le contrôle de la route consulaire des Gaules.
Saint-Rhémy a subi les invasions des Huns, des Burgondes, des Lombards, des Carolingiens et des Sarrasins entre le VIe et le Xe siècle. Selon la tradition, quand il passa par ici, le roi Gontran se fit baptiser par Saint Remi de Reims en 496 ap. J.-C.. Ce village tire son nom de cet événement.
Saint-Rhémy-en-Bosses est une des étapes de la Via Francigena, chemin de pèlerinage menant à Rome. Elle est mentionnée à ce titre par Sigéric de Cantorbéry, en 990, avec la mention XLVIII Sce Remei (numéro d'étape en partant de Rome).
La commune a été intéressée par le marronnage.

## Personnalité liée à Saint-Rhémy-en-Bosses
- Joseph-Samuel Farinet - contrebandier

## Économie

### Le jambon de Bosses
Le jambon de Bosses est un jambon en salaison séché fabriqué artisanalement en faibles quantités selon des usages anciens à Saint-Rhémy-en-Bosses. Il est transformé à partir de pattes de cochons nés, élevés et tués en Italie. 
Ce produit agricole ne doit pas être confondu avec le jambon de marque Aoste, transformé par le Groupe Aoste dans la commune d'Aoste en France. Le Groupe Aoste n'a d'ailleurs plus le droit d'exploiter son ancienne marque commerciale « Jambon d'Aoste », mais uniquement « Aoste » à la suite d'un arbitrage de la Commission européenne.

### Sports d'hiver
Sur la commune est présent le domaine skiable de Crévacol.

## Monuments et lieux d'intérêt

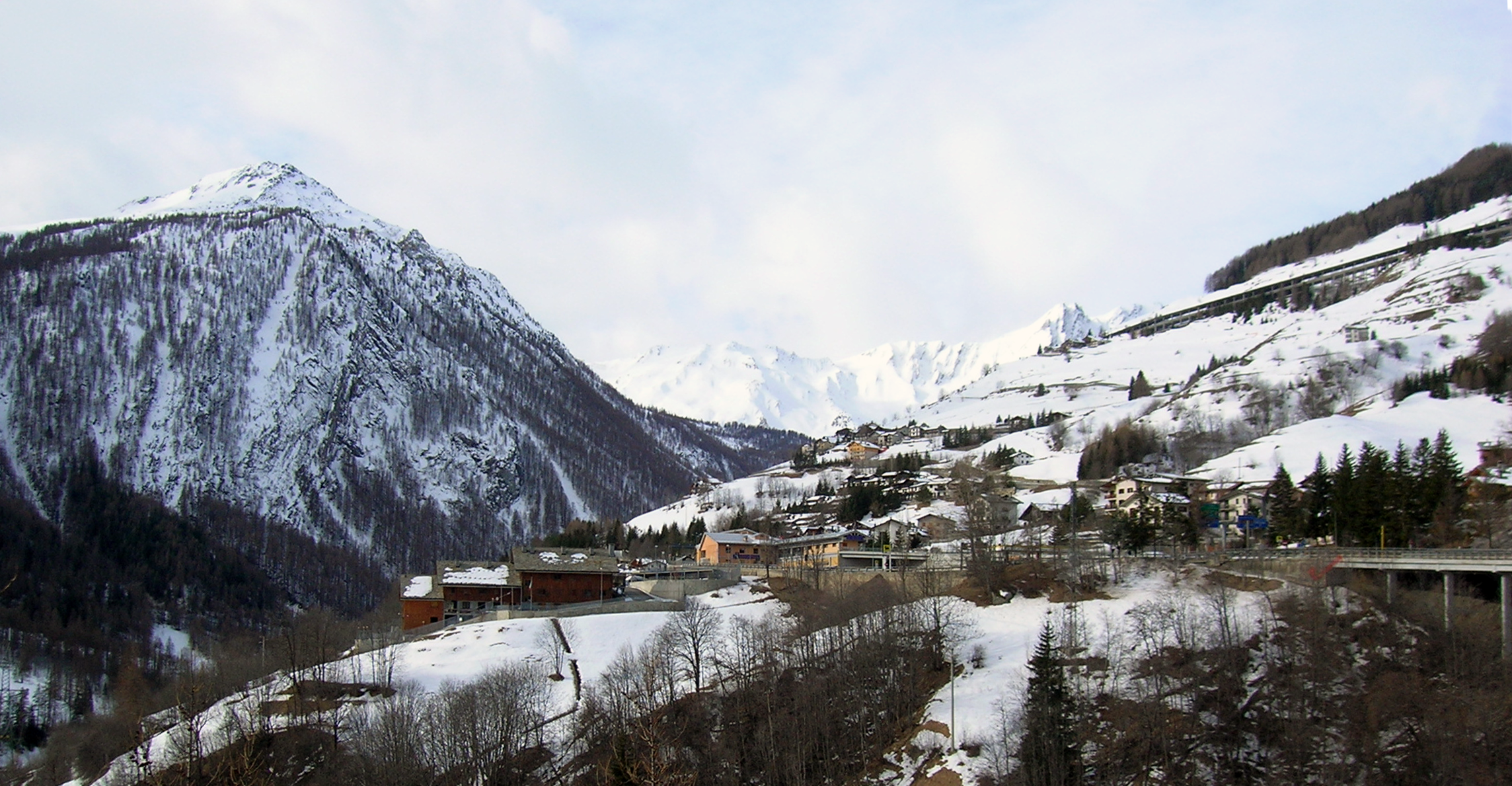
Vue du hameau Saint-Léonard en hiver.

- L'église Saint-Laurent (XVIe siècle), au hameau Saint-Rhémy ;
- L'église paroissiale Saint-Léonard (XVIIe siècle), au hameau du même nom (chef-lieu) ;
- Le château de Bosses, près de l'église paroissiale Saint-Léonard ;
- La maison forte Chevillien ou Chez-Vuillien, en localité Les Maisons, avec une tour cylindrique et des mâchicoulis ;
- L'ancien lavoir en pierre avec le blason des comtes Savin de Bosses ;
- En été, le centre d'élevage des Chiens du Saint-Bernard près de l'Hospice du Grand-Saint-Bernard en Suisse ;
- Un sentier permet de rejoindre les œuvres du Val alpin voulu par Benito Mussolini et la batterie de Plan Puitz.

## Galerie de photos

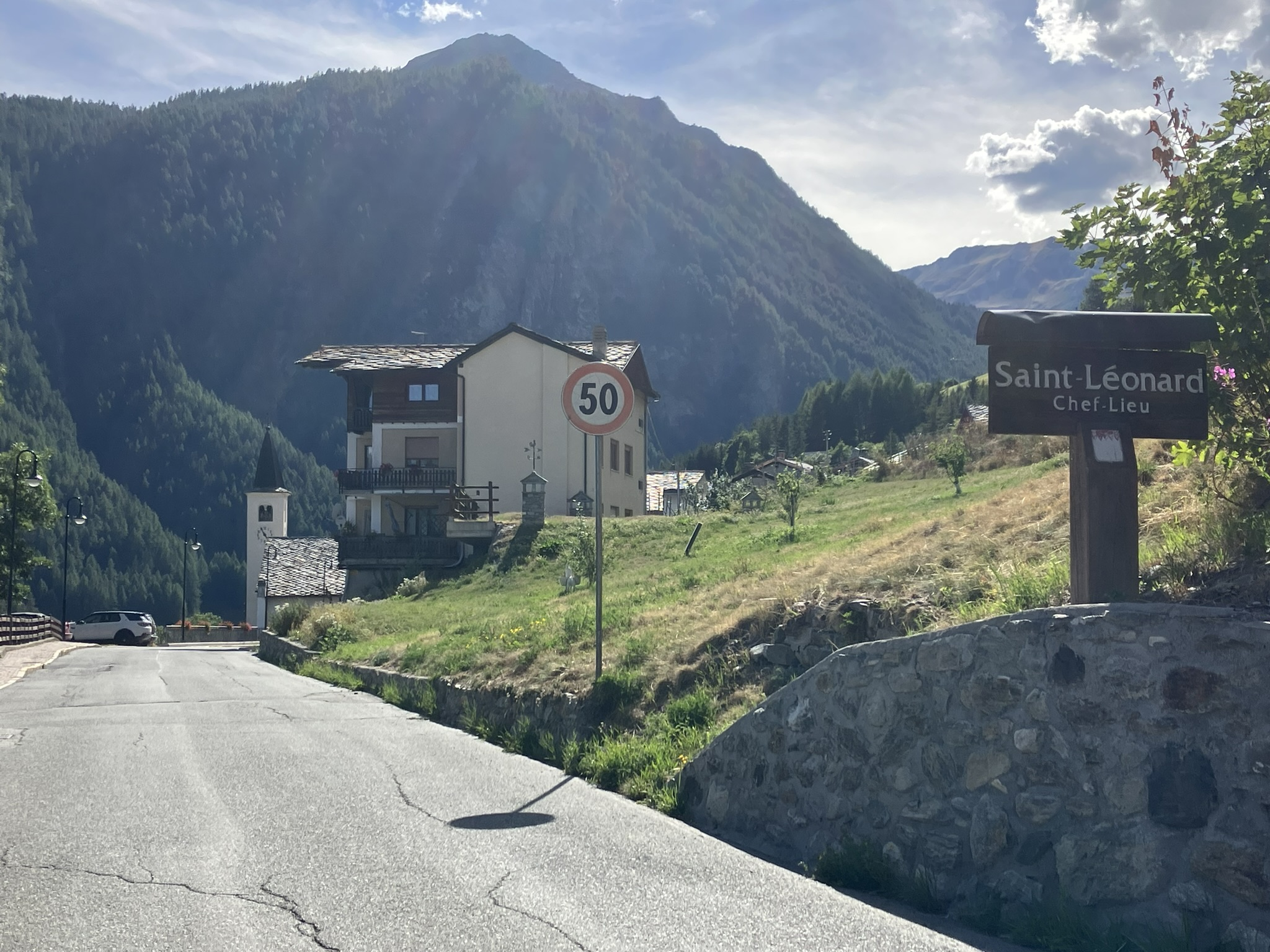
Vue du hameau Saint-Léonard (chef-lieu de la commune de Saint-Rhémy-en-Bosses)
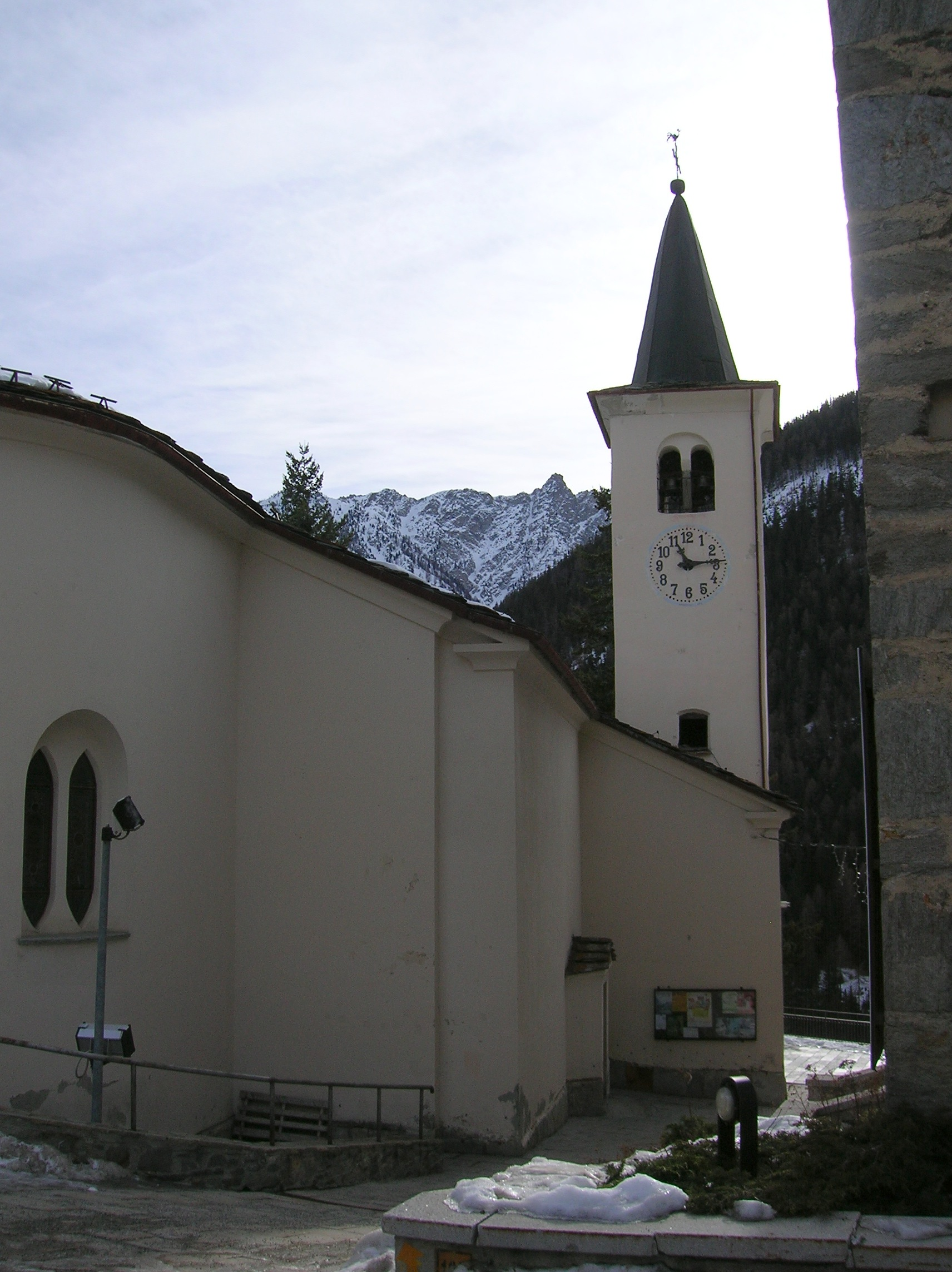
Le clocher de l'église paroissiale Saint-Léonard.
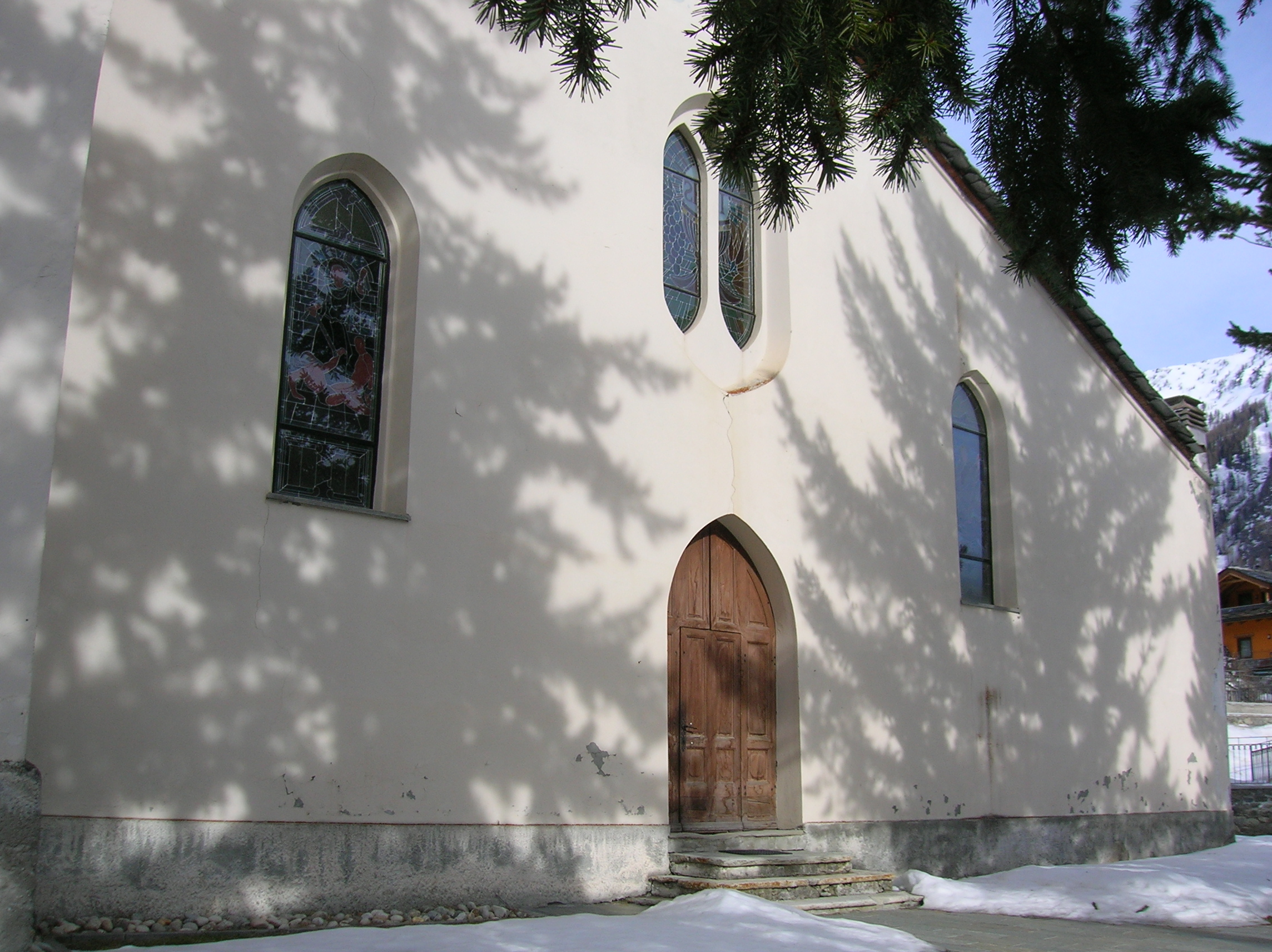
La façade de l'église paroissiale Saint-Léonard.
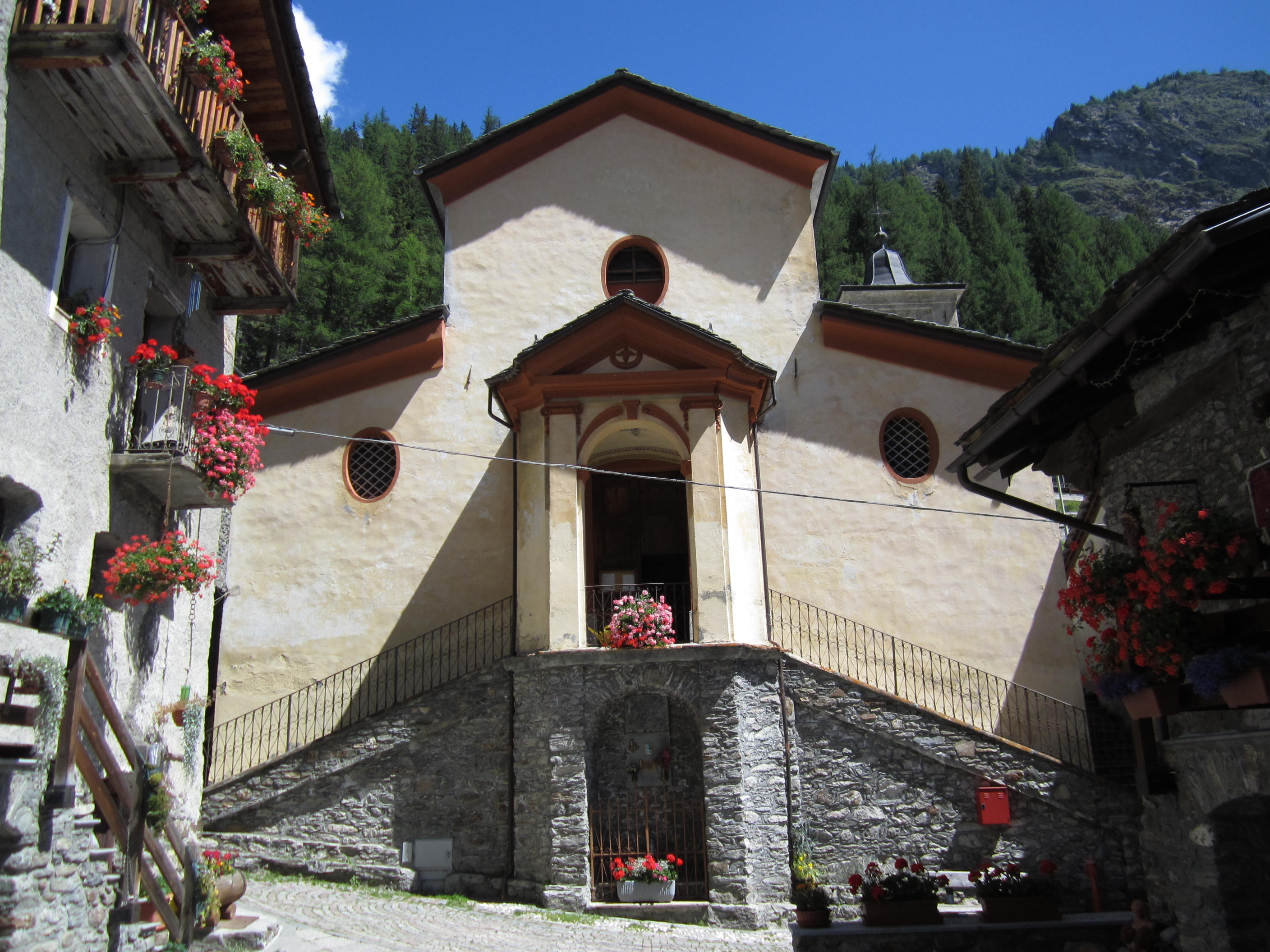
L'église Saint-Remi à Saint-Rhémy.
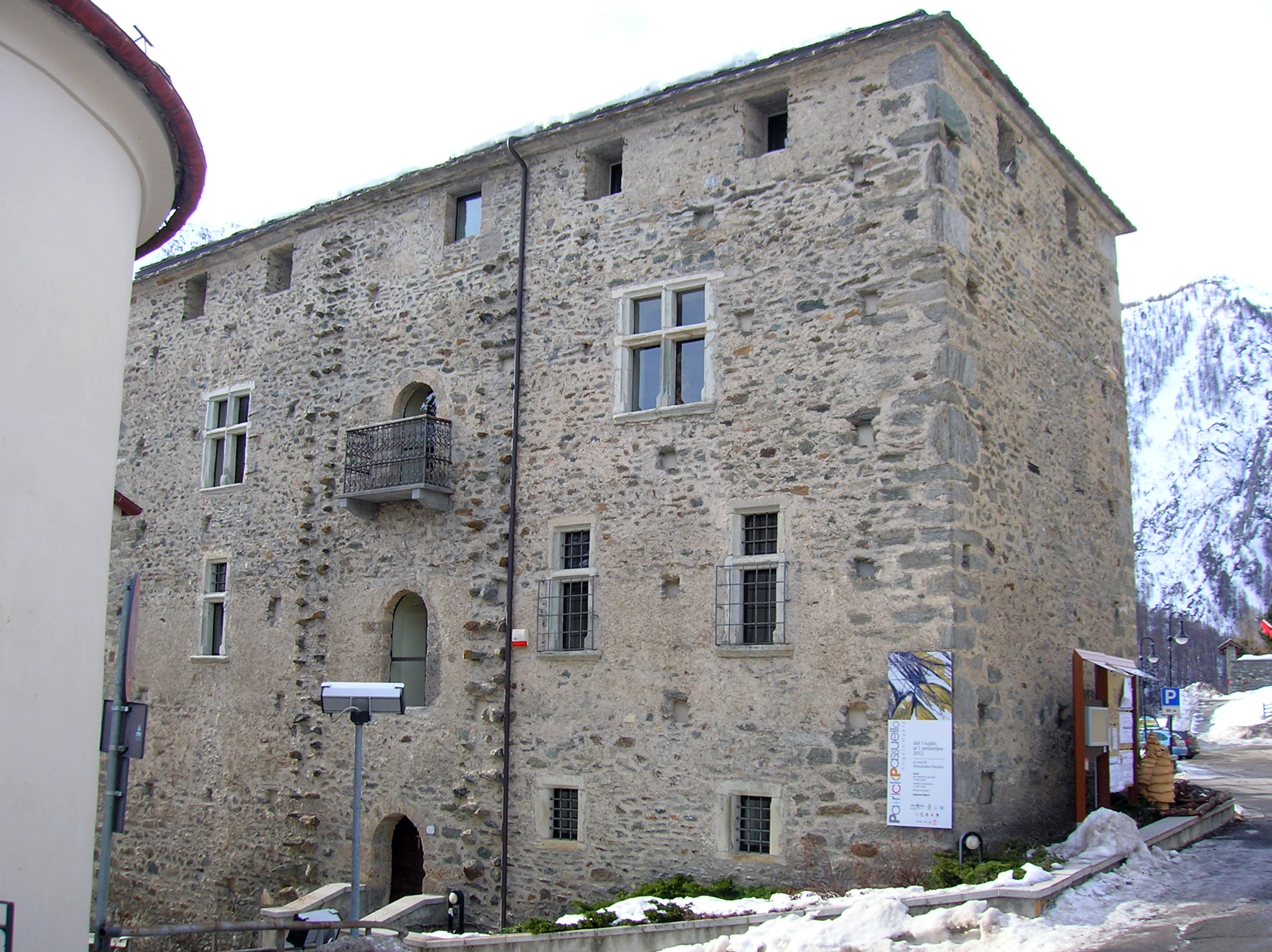
Le château de Bosses.
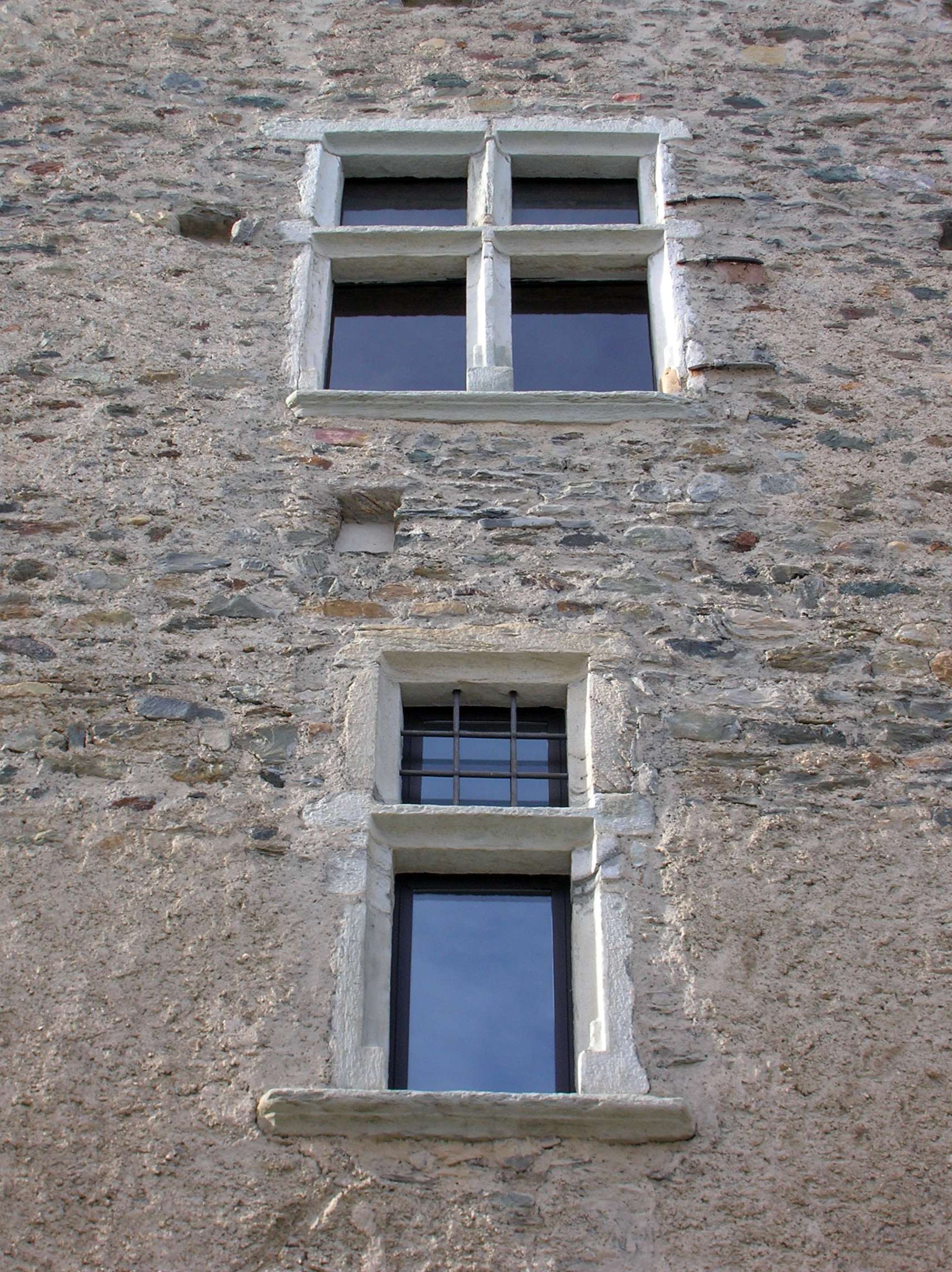
Détail des fenêtres du château de Bosses.
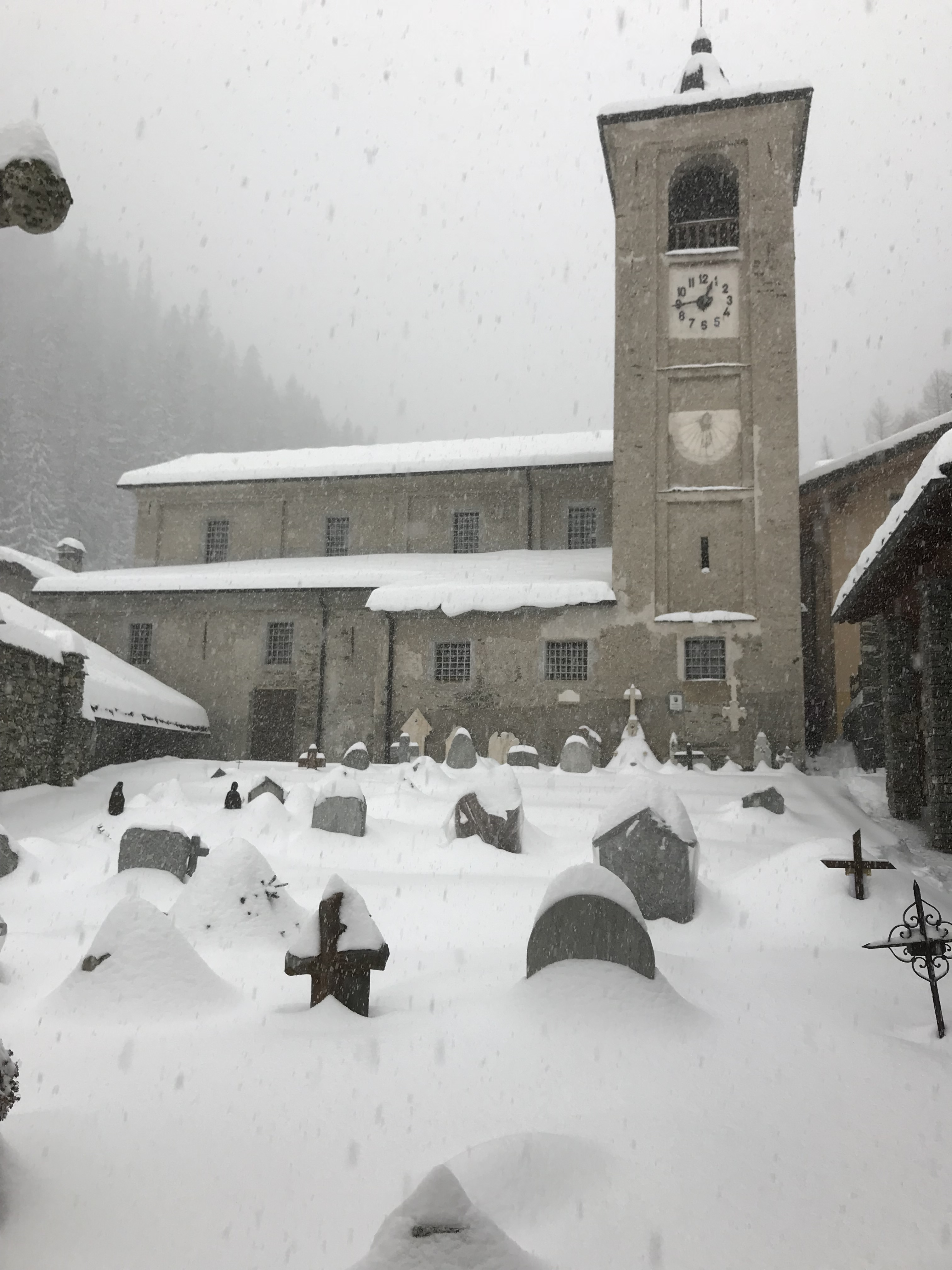
Le cimetière de Saint-Rhémy et le clocher de l'église Saint-Remi.

## Fêtes, foires
- La fête du Jambon de Bosses (deuxième dimanche de juillet) ;
- Le Carnaval de la Combe froide, en patois valdôtain, Carnaval de la coumba freida (voir lien externe) ;
- Le pèlerinage au sanctuaire Notre-Dame-des-Neiges à Fonteinte (le 5 août).

## Sport
Dans cette commune se pratique le fiolet, l'un des sports traditionnels valdôtains.

## Administration

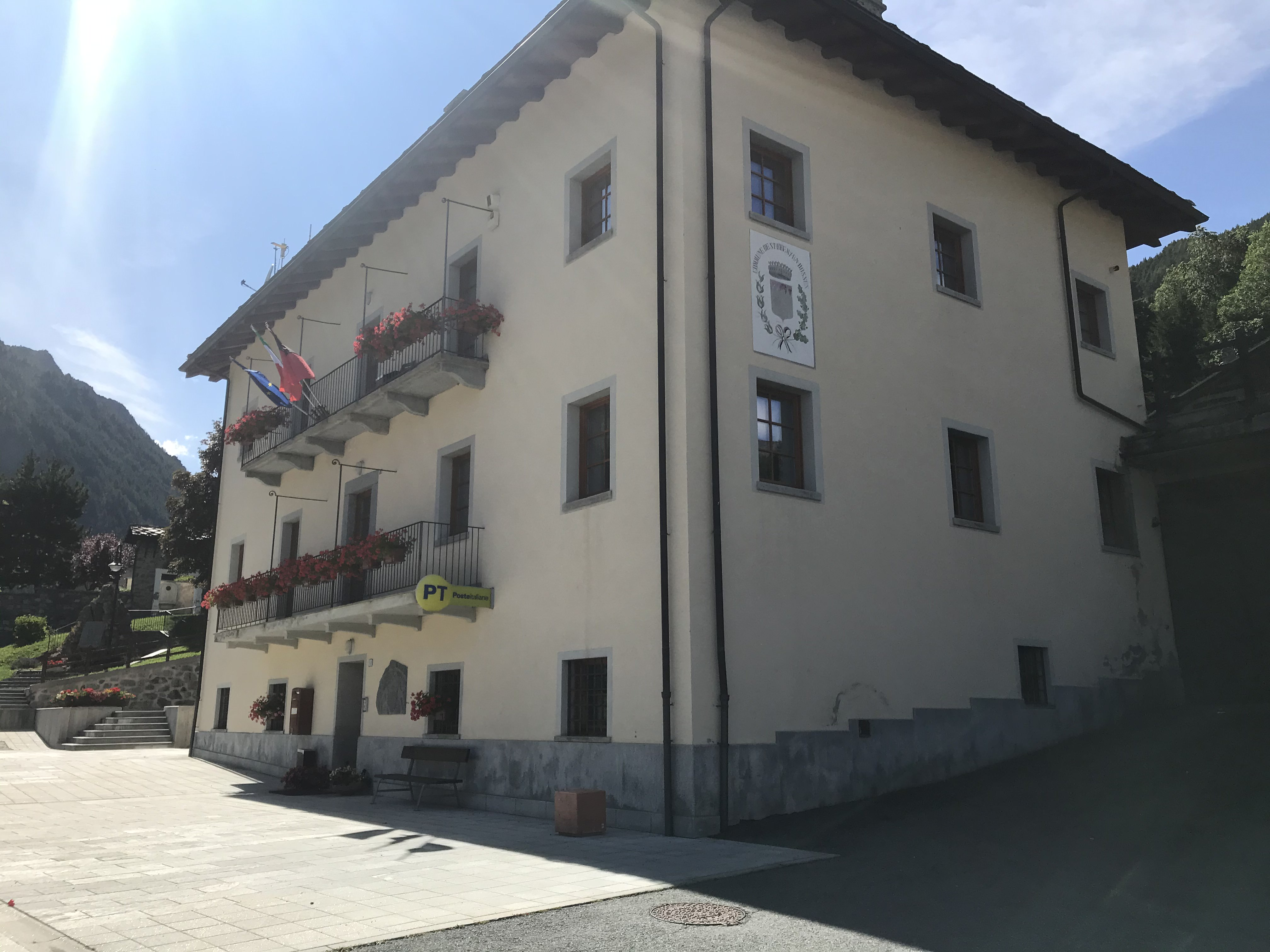
La maison communale.

| Période                                  | Période           | Identité           | Étiquette     | Qualité |
| ---------------------------------------- | ----------------- | ------------------ | ------------- | ------- |
| mai 2005                                 | 24 mai 2010       | Edy Avoyer         |               | Syndic  |
| 24 mai 2010                              | 22 septembre 2020 | Conrad Jordan      | Liste civique | Syndic  |
| 23 septembre 2020                        | En cours          | Alberto Ciabattoni | Liste civique | Syndic  |
| Les données manquantes sont à compléter. |                   |                    |               |         |

### Hameaux
Cuchepache, Pont-Combaz, Pleiney, Saint-Rhémy, Prédumaz-Falcoz, Saint-Léonard (chef-lieu), Vat, Suil, Ronc, Cerisey, Motte

### Communes limitrophes
Avise, Bourg-Saint-Pierre (CH-VS), Courmayeur, Gignod, La Salle, Orsières (CH-VS), Saint-Oyen, Saint-Pierre

### Évolution démographique
Habitants recensés